# Rebecca Peterson
Rebecca Peterson (født 6. august 1995 i Stockholm) er en svensk professionel tennisspiller.
Hun har vundet én doubletitel på WTA Touren, hvor hun debuterede i 2012. På ITF Women's Circuit har Peterson vundet 11 single- og seks doubletitler.